# Ивина
Ивина (Ивенка) — река в России, протекает по Ленинградской области и Республике Карелия. Впадает в Верхнесвирское водохранилище на Свири.
Длина реки составляет 44 км (от истока Таржеполка — 105 км), площадь водосборного бассейна — 1430 км².

## Притоки
- В 44 км от устья, по правому берегу реки впадает река Таржеполка.
- В 44 км от устья, по левому берегу реки впадает река Шапша.
- В 28 км от устья, по правому берегу реки впадает Ягручей.
- В 22 км от устья, по левому берегу реки впадает река Кяй.
- В 21 км от устья, по правому берегу реки впадает река Пай.
- В 5,5 км от устья, по левому берегу реки впадает река Няра.

## Данные водного реестра
По данным государственного водного реестра России относится к Балтийскому бассейновому округу, водохозяйственный участок реки — Свирь без бассейна Онежского озера, речной подбассейн реки — Свирь (включая реки бассейна Онежского озера). Относится к речному бассейну реки Нева (включая бассейны рек Онежского и Ладожского озера).
Код объекта в государственном водном реестре — 01040100712102000012097.